# Tom Robbins
Thomas Eugene (Tom) Robbins (Blowing Rock (North Carolina), 22 juli 1932 – La Conner (Washington), 9 februari 2025) was een Amerikaans schrijver.
Robbins overleed op 92-jarige leeftijd.

## Romans
- Another Roadside Attraction (1971, Ned. vertaling: Het testament van de magiër)
- Even Cowgirls get the Blues (1976, Ned. vertaling: Cowgirls zijn ook niet van beton)
- Still-Life with Woodpecker (1980, Ned. vertaling: Stilleven met specht)
- The Jitterbug Perfume (1984, Ned. vertaling: Het parfum van de jitterbug)
- Skinny Legs and All (1990, niet vertaald)
- Half Asleep in Frog Pajamas (1994, niet vertaald)
- Fierce Invalids Home From Hot Climates (niet vertaald)
- Villa Incognito (mei 2003, niet vertaald)
- Wild Ducks Flying Backward (augustus 2005, niet vertaald)

- Bibsys: 1615358757305
- Biblioteca Nacional de España: XX1090860
- Bibliothèque nationale de France: cb12471903b (data)
- Catàleg d'autoritats de noms i títols de Catalunya: 981058520566306706
- CiNii: DA04055434
- Gemeinsame Normdatei: 11547157X
- International Standard Name Identifier: 0000 0001 2321 5686
- Library of Congress Control Number: n81024912
- Nationale Bibliotheek van Letland: 000221975
- MusicBrainz: 2f87d0cf-78d5-4220-a8b2-5a533806c94c
- Bibliotheek van het Japanse parlement: 00473849
- Nationale Bibliotheek van Tsjechië: jn19990007071
- Nationale Bibliotheek van Israël: 987007273037505171
- Nationale en Universitaire bibliotheek Zagreb: 000387181
- Nederlandse Thesaurus van Auteursnamen: 068301464
- Istituto Centrale per il Catalogo Unico: CFIV066102
- SNAC: w6xh0wx7
- Système universitaire de documentation: 033909822
- Virtual International Authority File: 71491365
- WorldCat: E39PBJpYykdCh9JVj6JmX7mTpP